# Andrés Rojas (militar)
Andrés Rojas (Barcelona, 1776-Provincia de Nueva Andalucía y Paria, Imperio español - Cumaná, Provincia de Cumaná, Venezuela, 8 de abril de 1831) fue un militar y político venezolano que combatió en la Guerra de Independencia de Venezuela.

## Trayectoria
En 1810 se unió a los revolucionarios, combatiendo en la fracasada expedición contra Angostura en 1811-1812 junto a su hermano Francisco Javier. A finales de 1813 es ascendido a teniente coronel y enfrenta las guerrillas realistas en Aragua de Barcelona y alrededores. En 1815 se encontraba en Maturín dirigiendo una montonera con Pedro Zaraza. Al año siguiente es ascendido a brigadier por Simón Bolívar, poco después se casa con Nicolasa Ramírez. Durante la liberación de Guayana se une a las fuerzas de Bolívar, quien enfrentaba enfrentado a varios jefes guerrilleros que quisieron mantener su autonomía a través del Congresillo de Cariaco formado por el federalista Santiago Mariño. Bolívar se impuso rápidamente. Fue comandante general del departamento de Maturín en 1821, general de división en 1827 y diputado en el Congreso de Cúcuta en 1828. Fue partidario de la Revolución Integradora y murió durante un motín de la guarnición de Cumaná el 8 de abril de 1831.